# Верхние Лихоборы (станция метро)
«Ве́рхние Лихобо́ры» — станция Московского метрополитена на Люблинско-Дмитровской линии. Расположена на границе Бескудниковского района и Западного Дегунино (САО). Открытие состоялось 22 марта 2018 года в составе участка «Петровско-Разумовская» — «Селигерская». Пилонная трёхсводчатая станция глубокого заложения с одной островной платформой. Наряду со станциями «Фонвизинская» и «Окружная» занимает второе место по глубине заложения (65 метров) после станции «Парк Победы». Первоначальный вариант названия — «Лихоборы». Наиболее удалённая от центра города станция глубокого заложения.

## Строительство
Название станции было утверждено 24 июня 2008 года постановлением Правительства Москвы на основании предложения городской межведомственной комиссии по наименованию территориальных единиц, улиц и станций метрополитена.
Работы по сооружению станции начались в ноябре 2011 года. Была проведена перекладка коммуникаций, освоены строительные площадки.
- 28 июня 2013 года состоялся старт проходки правого перегонного тоннеля от строящегося депо в направлении станции «Верхние Лихоборы» ТПМК Herrenknecht «Александра»[7]. Сначала щит должен был пройти соединительную ветвь до камер съездов у станции «Верхние Лихоборы», затем повернуть на трассу главных тоннелей линии и проложить перегонный тоннель до станции «Окружная». В конце октября состоялся старт проходки левого перегонного тоннеля ТПМК Herrenknecht «Валентина»[8]. В мае 2014 года оба щита прошли соединительные ветви и вышли на трассу перегона до станции «Окружная».
- 10 октября 2013 года на глубине 20 метров тоннелепроходческий комплекс Lovat-242SE «Клавдия» начал прокладывать левый перегонный тоннель в сторону станции «Верхние Лихоборы» от станции «Селигерская»[9]. Для «Клавдии» этот тоннель стал уже 9-м, а впервые этот ТПМК применили в 2003 году на строительстве Бутовской линии[10]. 15 ноября стартовал второй ТПМК для сооружения правого перегонного тоннеля[9].
- К 10 июня 2015 года два ТПМК — «Клавдия» и «Абигайль» — завершили проходку двух тоннелей между станциями «Селигерская» и «Верхние Лихоборы»[11].
- На 27 января 2016 года в завершающей стадии находилась проходка наклонного тоннеля под размещение эскалаторов на станции[12].
- К 1 сентября 2016 года был готов центральный тоннель станции, в котором размещён центральный зал. Отмечается, что общая готовность станции — 45 %[13].
- 1 августа 2017 года на станции началось сооружение платформы[14].
- 11 сентября 2017 года на станции начались архитектурно-отделочные работы[15].
- 9 января 2018 года был произведён технический пуск участка[16].

Проект станции
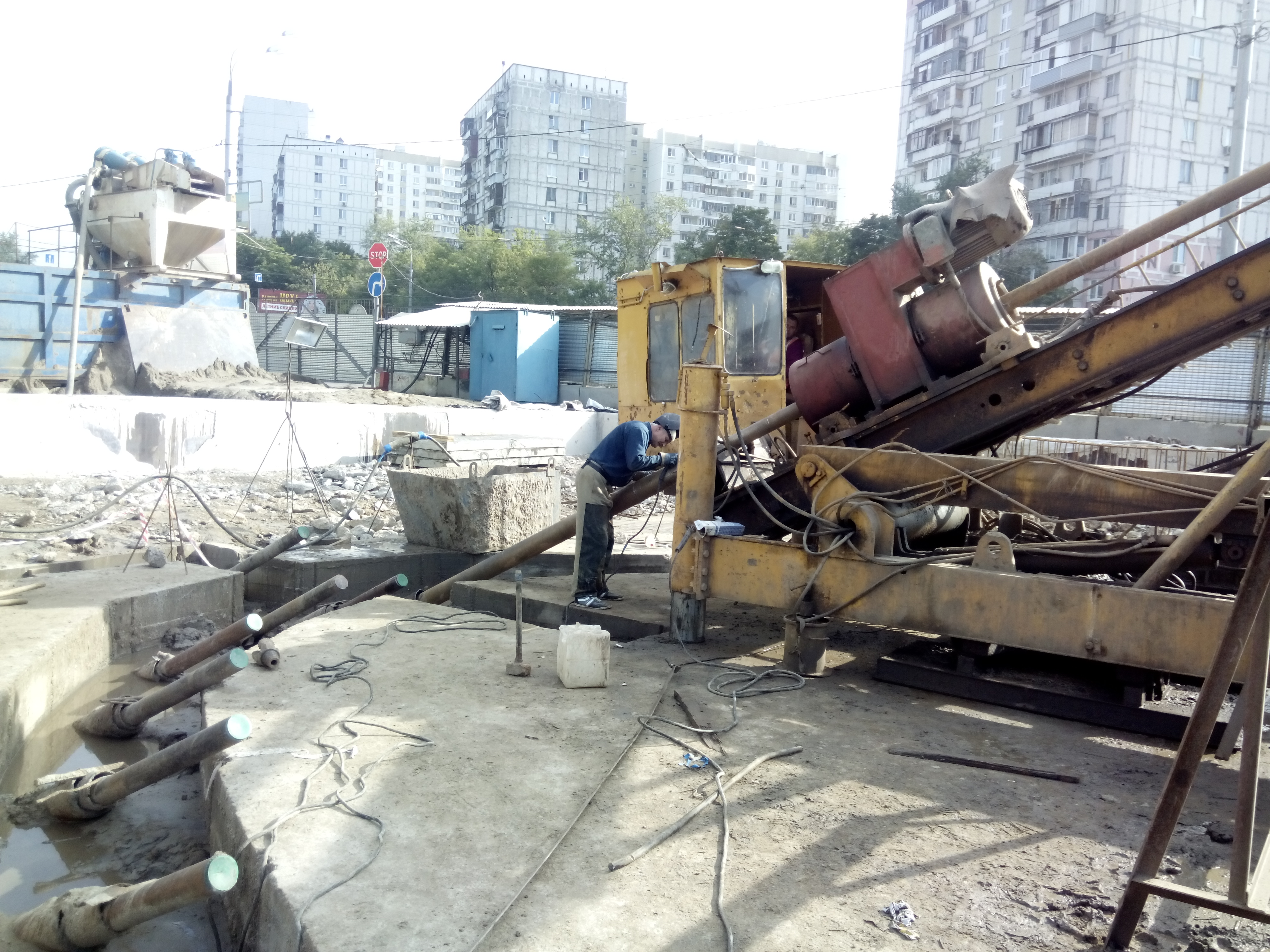
Бурение замораживающих скважин. Вестибюль 1. Июль 2013 года
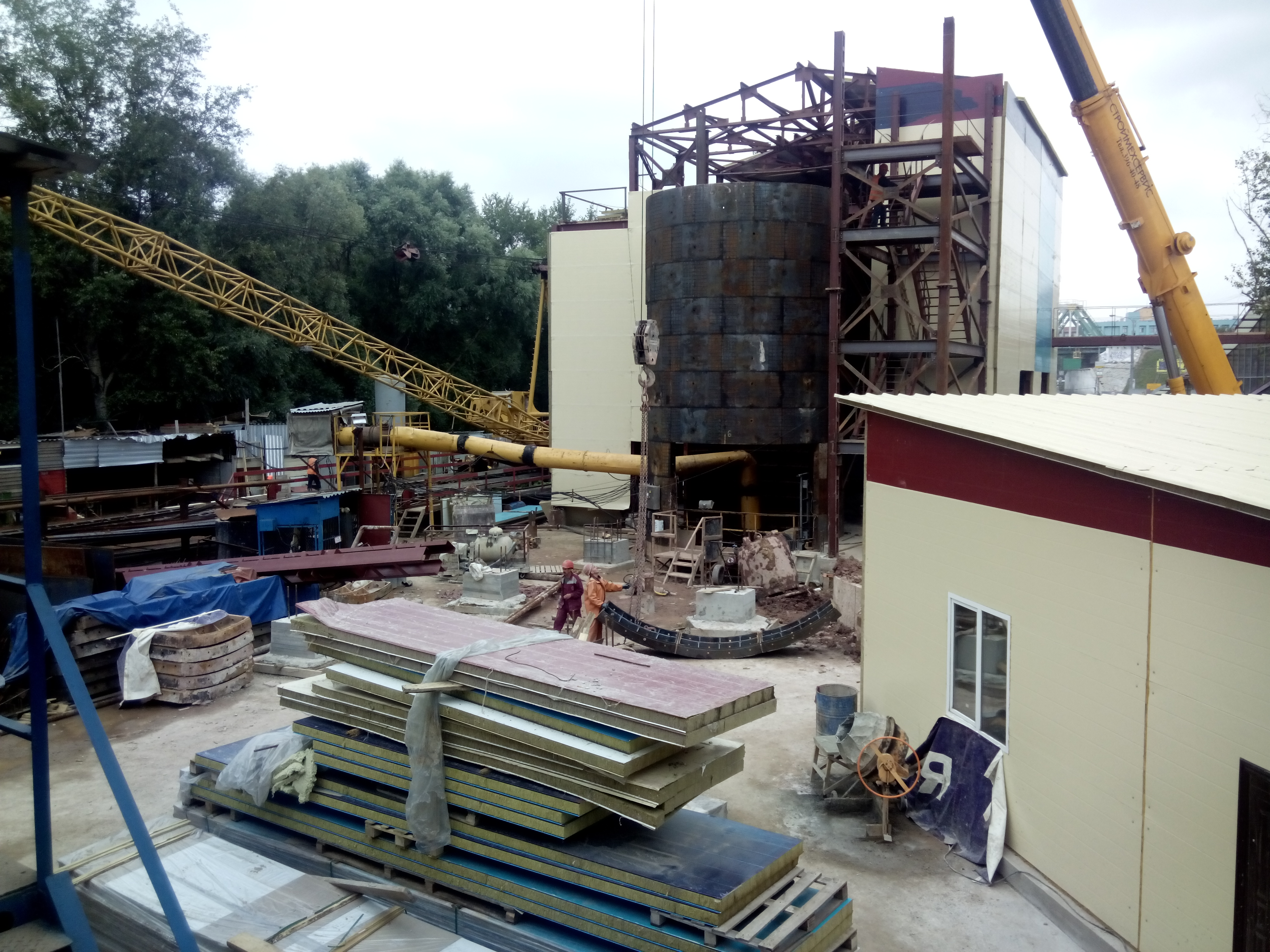
Буровая шахтного ствола Верхние Лихоборы. 1 августа 2013 года

Изначально планировалось открыть станцию в 2014 году. Однако в дальнейшем строители столкнулись с большим объёмом работ и техническими сложностями, связанными с наличием плывуна, поэтому сроки сдачи неоднократно переносились.
22 марта 2018 года состоялось торжественное открытие участка «Петровско-Разумовская» — «Селигерская», в результате ввода в эксплуатацию которого в Московском метрополитене стало 215 станций.
АО «Мосинжпроект» — управляющая компания по строительству станции метро.

## Расположение и вестибюли
Станция располагается на Дмитровском шоссе на границе двух районов Москвы: Бескудниковского и Западное Дегунино. Действующие выходы ведут к улицам Верхнелихоборской, Дубнинской и Лётчика Осканова и Бескудниковскому бульвару, северный вестибюль встроен в сооружённый в 2008 году подземный пешеходный переход возле Храма святителя Иннокентия и был открыт в два этапа: выход на нечётную сторону Дмитровского шоссе — 29 августа 2018 года, сам подземный переход и выход на чётную сторону — 1 ноября 2018 года.

## Путевое развитие
Перед платформой станции с юга от главных путей отходят соединительные ветви в электродепо «Лихоборы», расположенное возле платформы Лихоборы Ленинградского направления Октябрьской железной дороги.

## Архитектура и оформление
Пилонная станция глубокого заложения. Все станции участка «Бутырская» — «Верхние Лихоборы» выполнены в едином стиле: пилоны со стороны центрального зала облицованы белым саянским мрамором, со стороны боковых залов — цветным. Для каждой из станций выбран свой мрамор, у «Верхних Лихоборов» это тёмно-красный «Россо Леванто». Кроме того, в отделке использован гранит серых и чёрных тонов. Архитекторы — Н. И. Шумаков, А. В. Некрасов, Г. С. Мун и В. З. Филиппов.

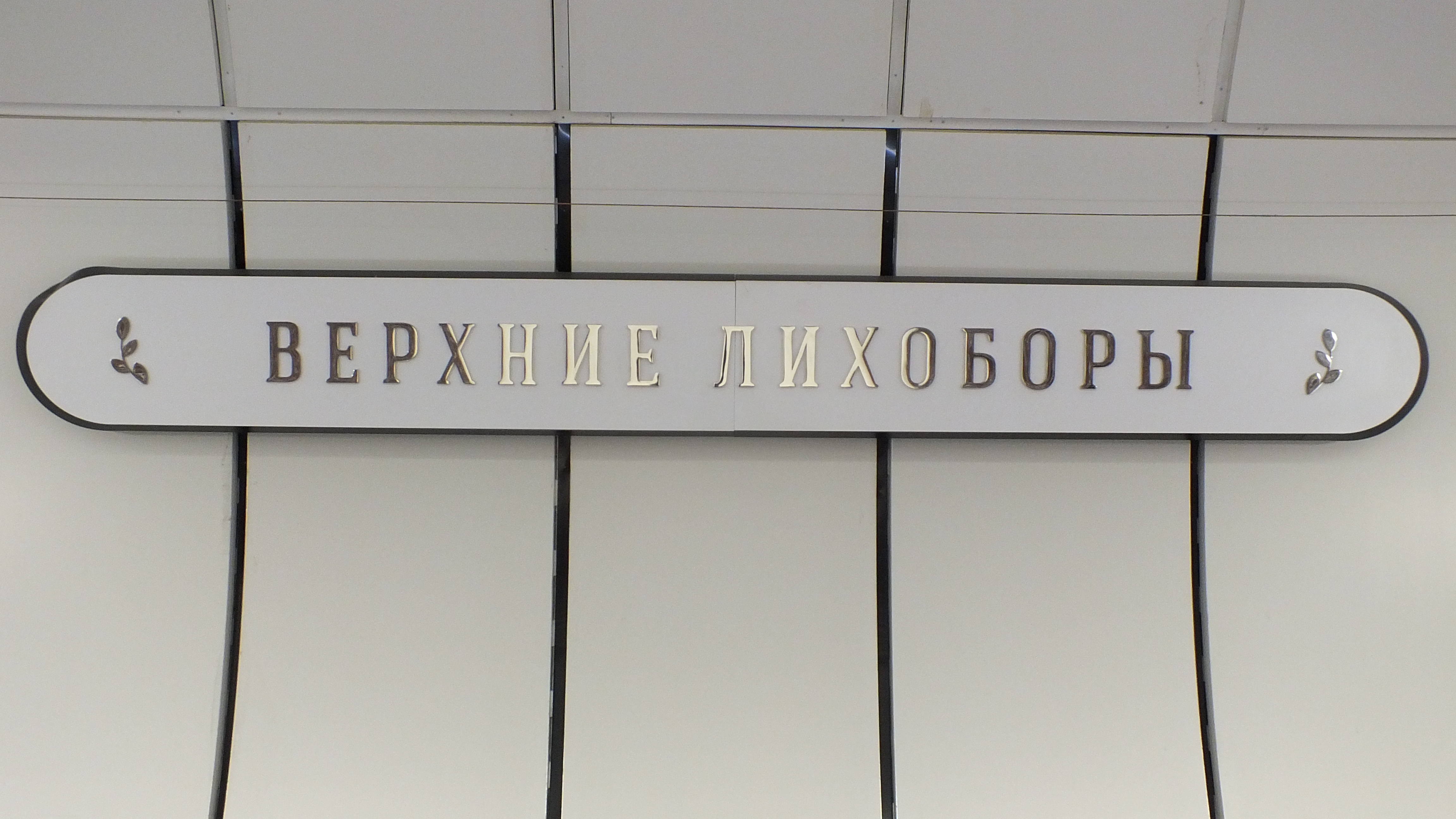
Название станции на путевой стене
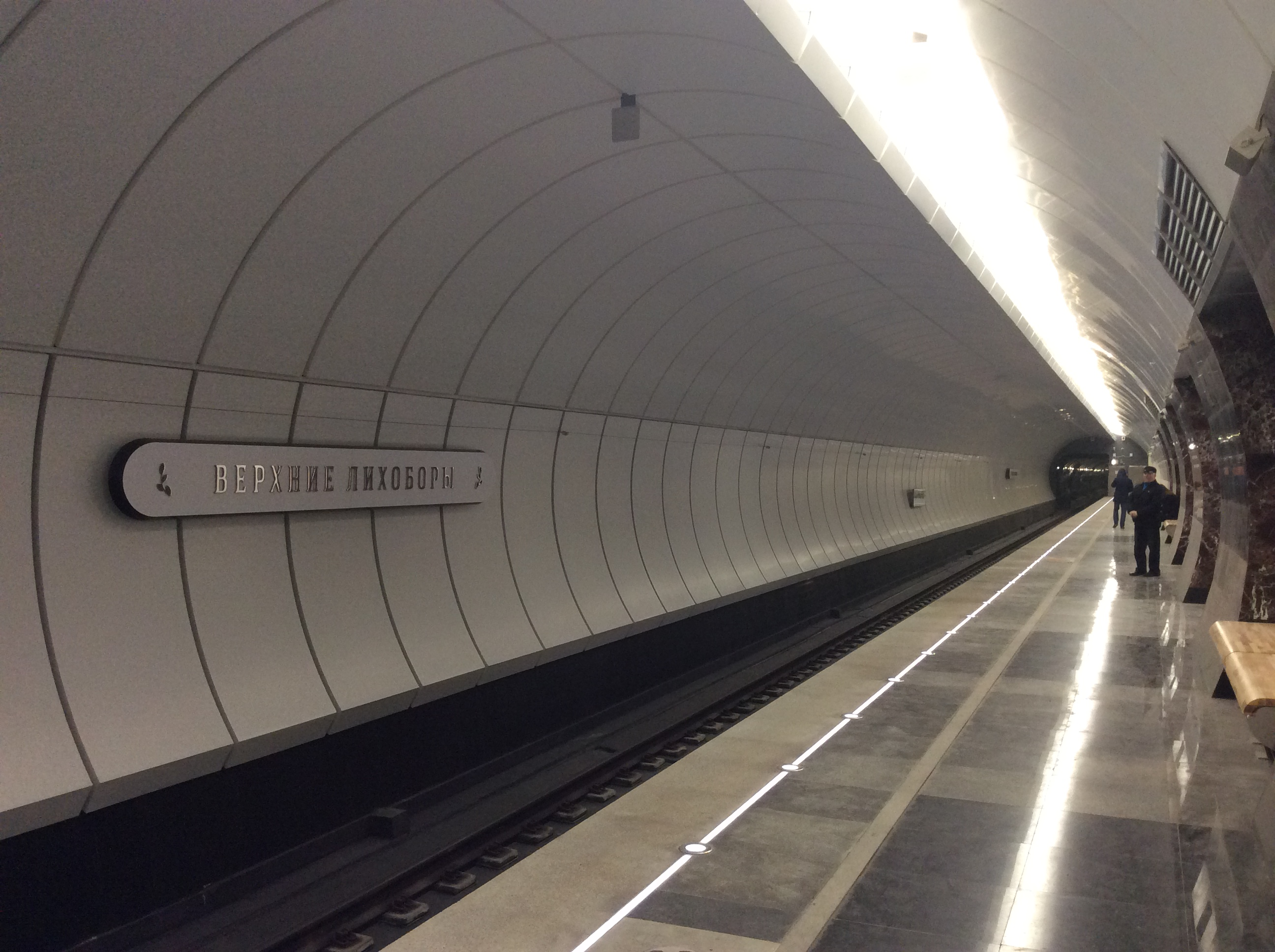
Посадочная платформа
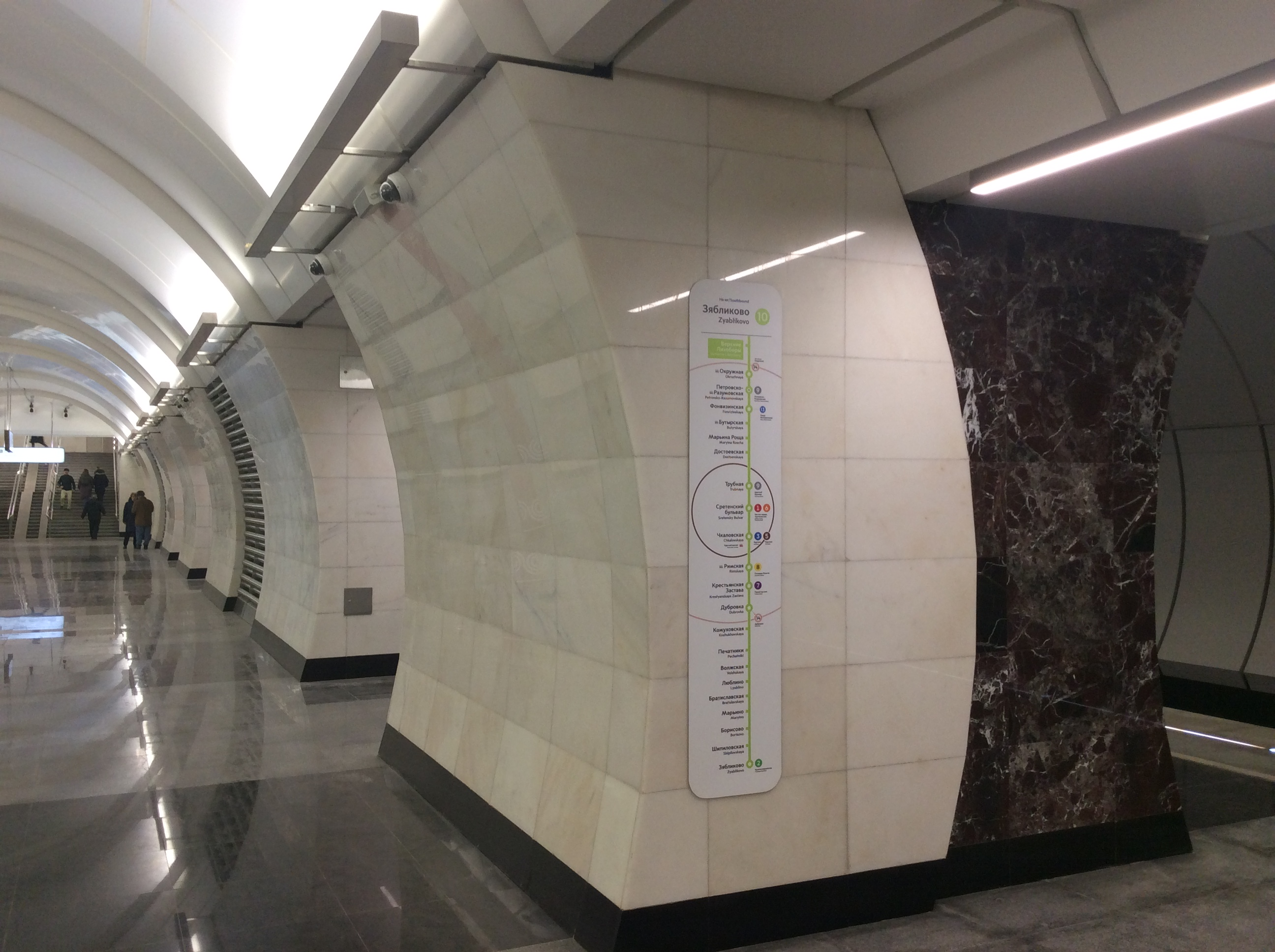
Колонны
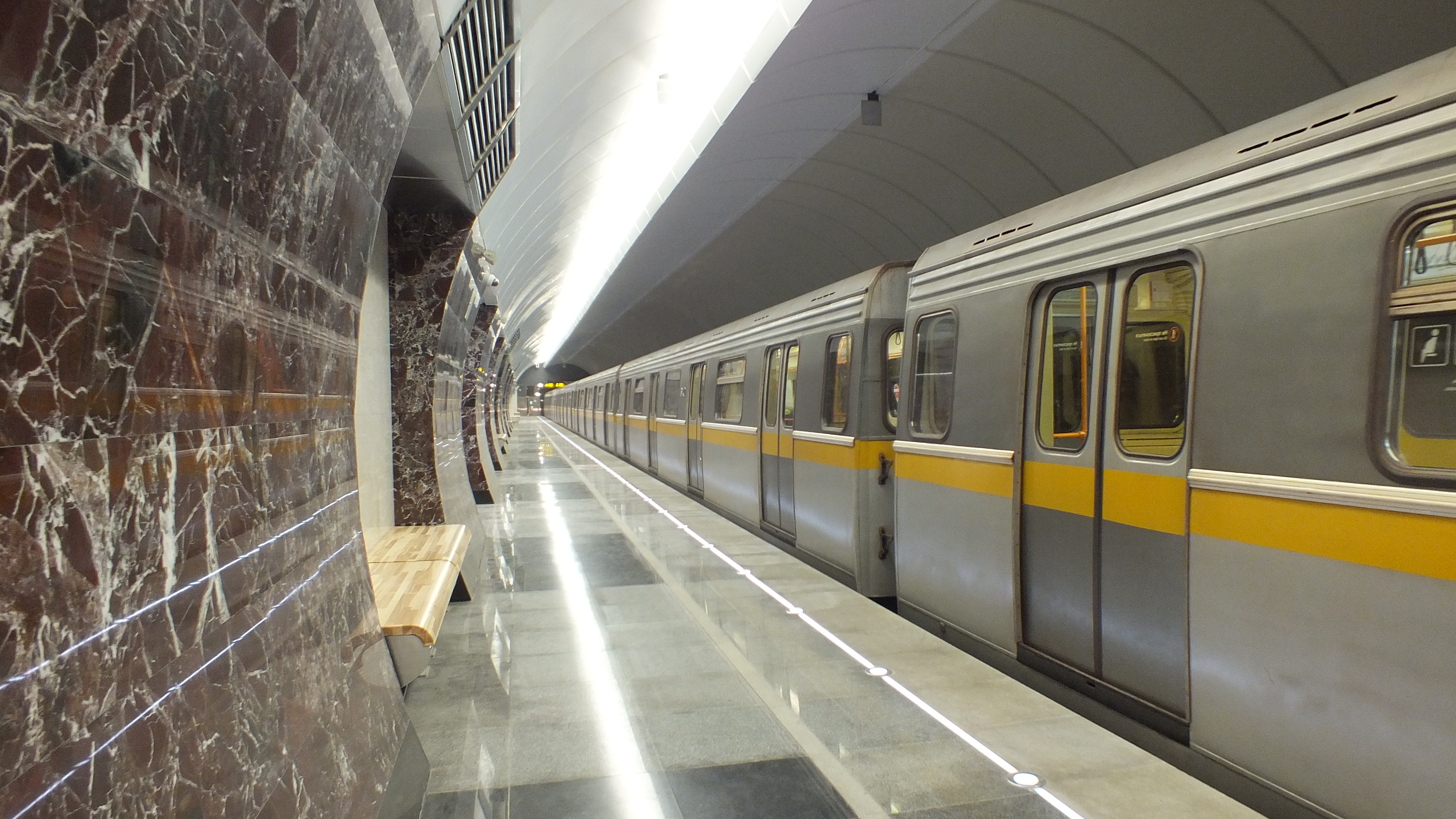
Метропоезд «Яуза» на станции
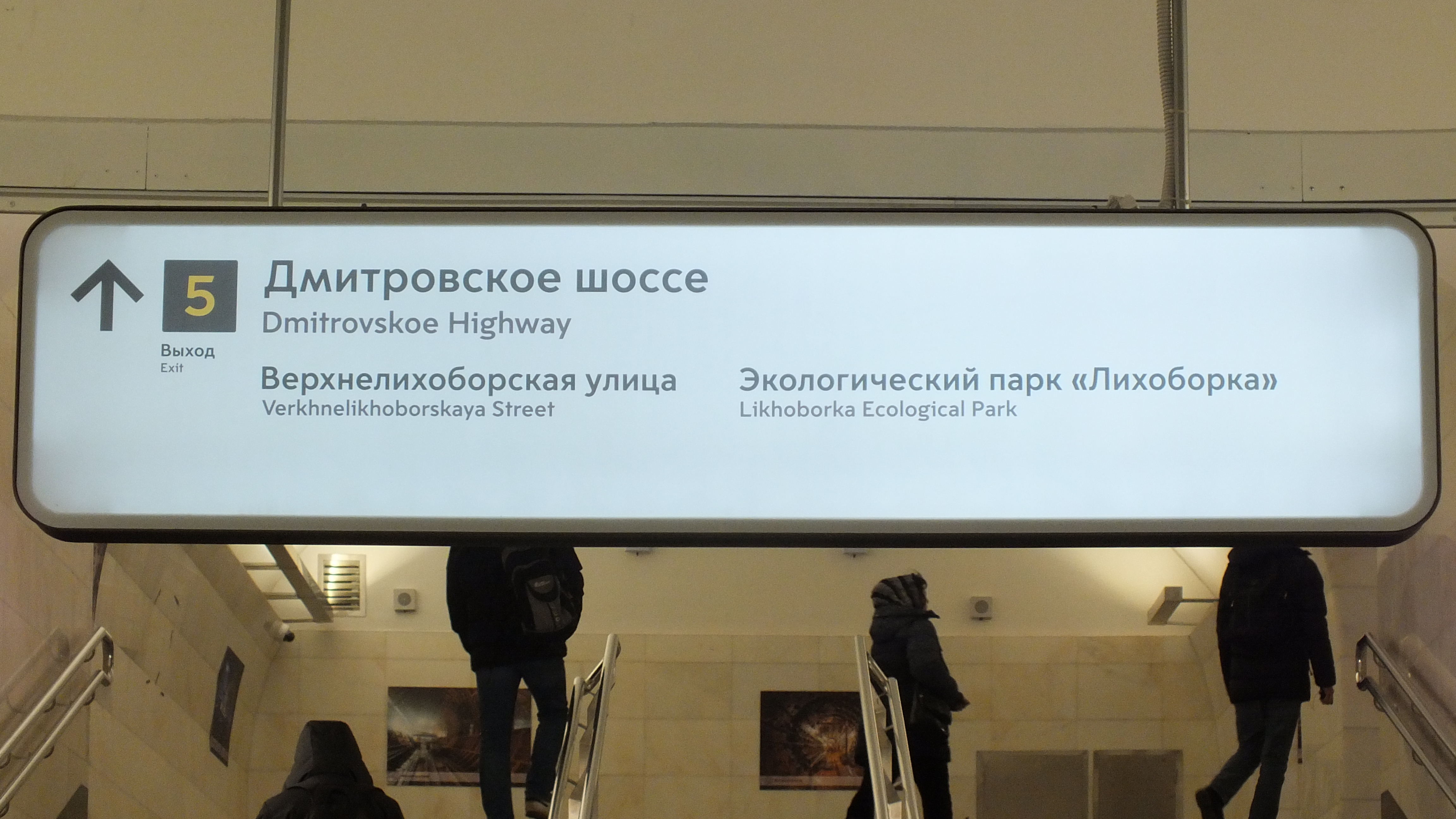
Табличка выхода к улицам

## Пассажиропоток
В первую неделю после запуска станции пассажиропоток в будни составлял более 10 тысяч человек в сутки. Всего за первые четыре месяца работы станцией воспользовалось более миллиона человек.

## Наземный общественный транспорт
На этой станции можно пересесть на следующие маршруты городского пассажирского транспорта:
- Автобусы: м40, м54, 114, 154, 170, 194, 215, 447, 466, 477, 563, 591, 677, 763, т36, т78, н10